# Chanhu-daro

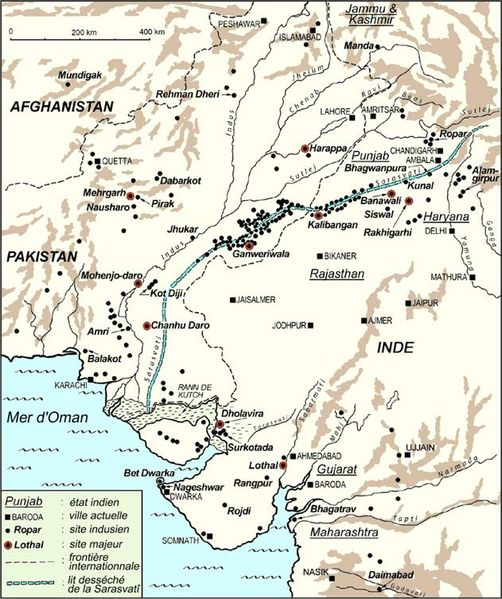
Localisation de Chanhu Daro dans la vallée de l'Indus

Chanhu-daro est un site archéologique de la Civilisation de la vallée de l'Indus, situé au nord-est de Karachi dans l'actuel Pakistan, à 130 km au sud de Mohenjo-daro. Il a été exploré par un américain, Ernest MacKay, durant l'hiver 1935-36.

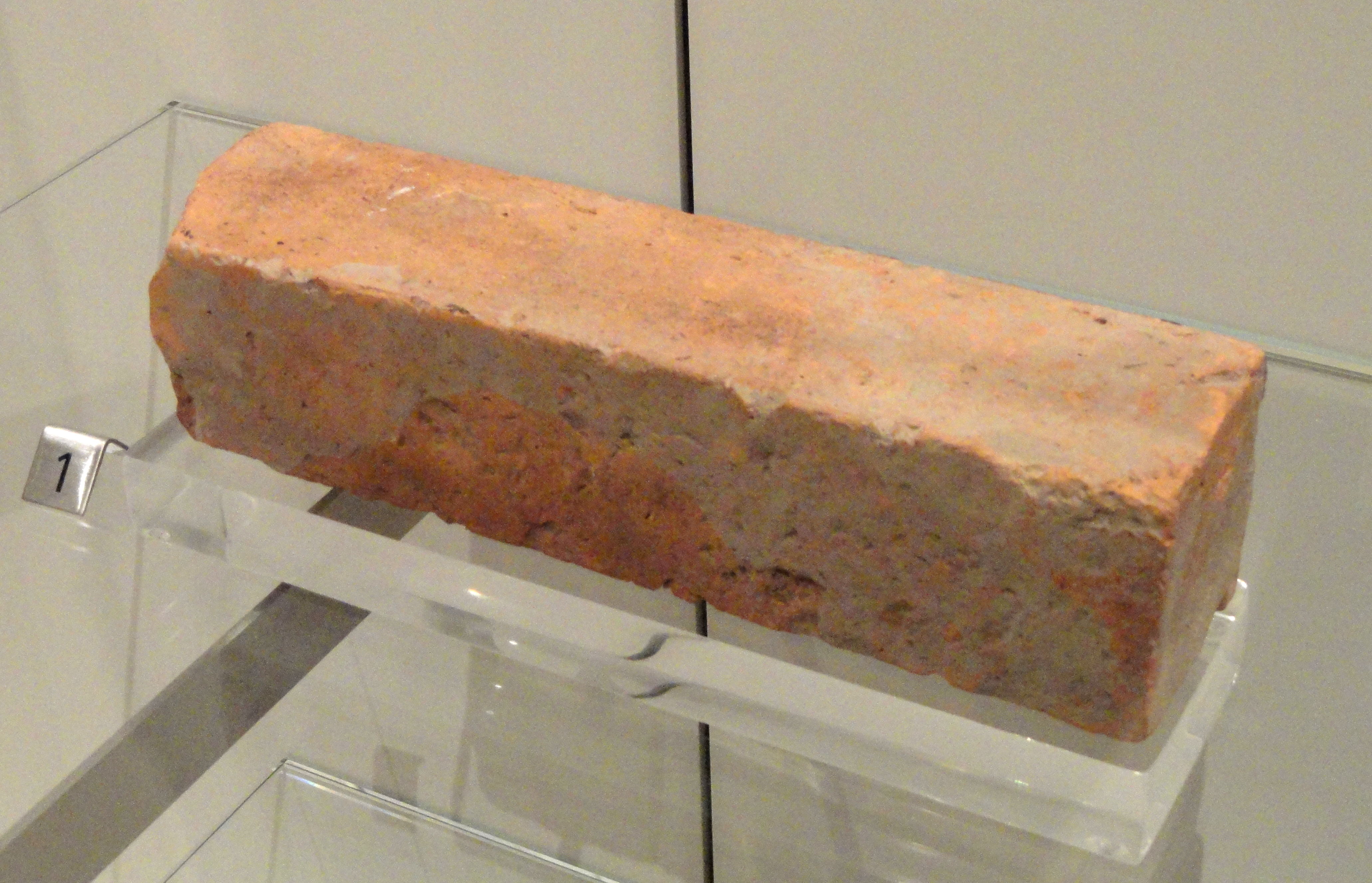
Brique de terre cuite provenant de Chanhu Daro, Pakistan (Royal Ontario Museum, Toronto)

Depuis 2015 des fouilles archéologiques ont été reprises, dans le cadre de la Mission Archéologique Française du Bassin de l'Indus, dirigée par Aurore Didier (CNRS).